# العبودية في الدولة العثمانية

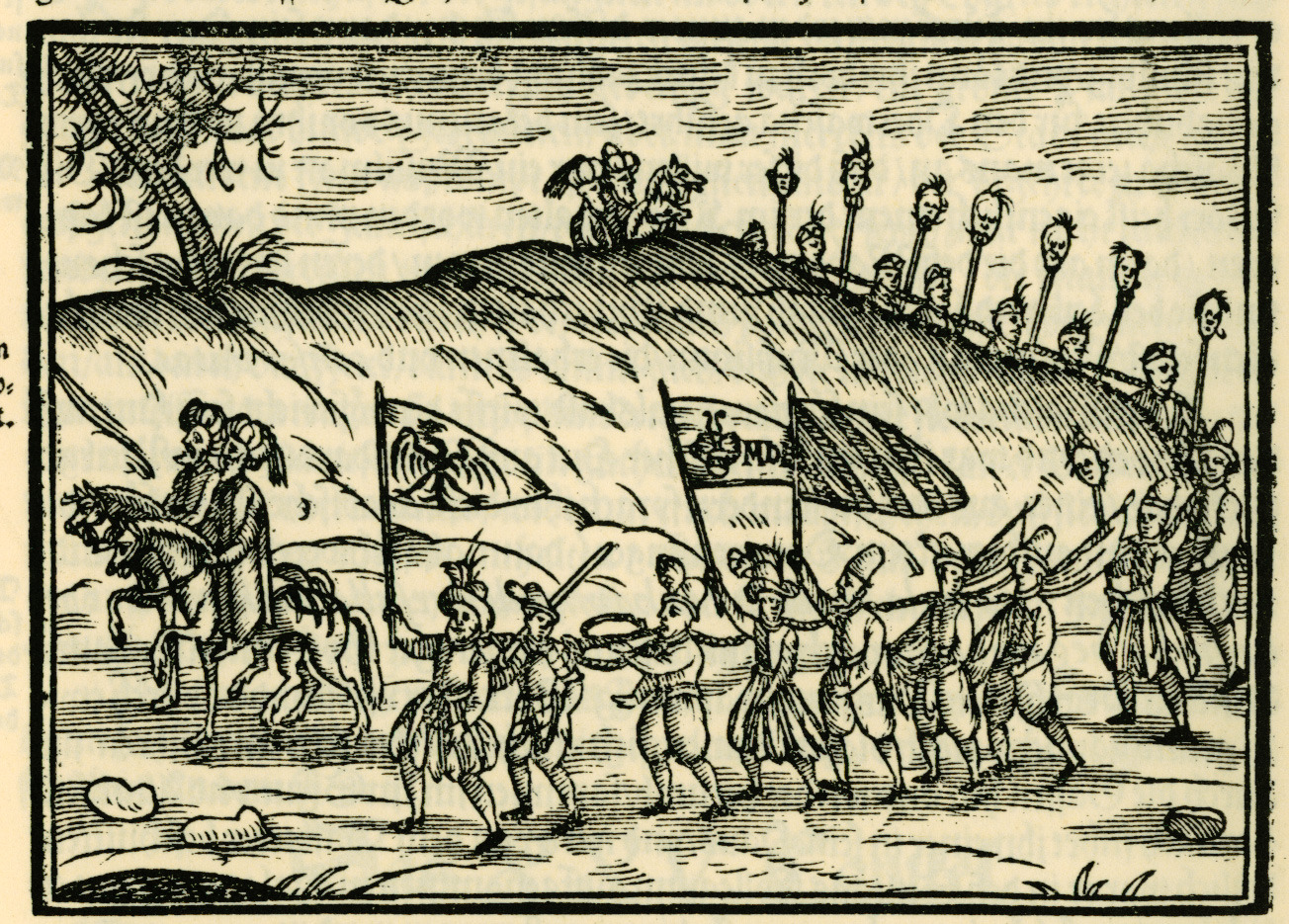
العثمانيون مع العبيد المسيحيين تم تصويرهم في نقش 1608 نشر في رواية سالومون شويجر عن رحلة 1578

كانت العبودية في الدولة العثمانية جزءًا قانونيًا وهامًا من اقتصاد الإمبراطورية العثمانية ومجتمعها التقليدي، كانت المصادر الرئيسية للعبيد هي الحروب وحملات الاستعباد المنظمة سياسياً في شمال وشرق إفريقيا وأوروبا الشرقية والبلقان والقوقاز، تم الإبلاغ عن انخفاض سعر بيع العبيد بعد العمليات العسكرية الكبيرة في القسطنطينية (إسطنبول الحالية)، وكان حوالي خمس السكان يتألفون من العبيد في القرن السادس عشر - السابع عشر، تشير إحصائيات الجمارك في القرنين السادس عشر والسابع عشر إلى أن واردات إسطنبول الإضافية من الرقيق من البحر الأسود قد يكون مجموعها حوالي 2.5 مليون من 1453 إلى 1700.
حتى بعد عدة تدابير لحظر الرق في أواخر القرن التاسع عشر، استمرت هذه الممارسة بلا هوادة إلى حد كبير في أوائل القرن العشرين، في وقت متأخر من عام 1908، كان لا يزال يتم بيع العبيد في الإمبراطورية العثمانية، كانت العبودية الجنسية جزءًا أساسيًا من نظام العبيد العثمانيين عبر تاريخ المؤسسة.
يمكن لعضو من فئة العبيد العثمانيين، يُدعى kul باللغة التركية أن يحقق مكانة عالية، يعد حراس الحريم والنوصيون الأكثر خصوصية من بين المواقف المعروفة التي يمكن أن يشغلها العبد، لكن العبيد الإناث كانت في الغالب تحت إشرافهن.
تم شراء نسبة كبيرة من المسؤولين في الحكومة العثمانية الذين تم جمعهم مجانًا، وهو جزء لا يتجزأ من نجاح الإمبراطورية العثمانية من القرن الرابع عشر حتى القرن التاسع عشر، يمتلك العديد من المسؤولين أنفسهم عددًا كبيرًا من العبيد، على الرغم من أن السلطان نفسه كان يملكه إلى حد بعيد، من خلال تربية وتدريب العبيد بشكل خاص كمسؤولين في مدارس القصر، حيث تم تعليمهم لخدمة السلطان والمواد التعليمية الأخرى، أنشأ العثمانيون إداريين لديهم معرفة معقدة في الحكومة والولاء المتعصّب، وقد أسست المؤسسة الذكورية لهذا المجتمع روابط للمعلومات المسجلة، على الرغم من وجود تكهنات للكتابات الأوروبية، ومع ذلك لعبت المرأة وشغلت أهم الأدوار داخل مؤسسة الحريم.

## العبودية العثمانية المبكرة
في منتصف القرن الرابع عشر، بنى مراد الأول جيشًا من العبيد، يشار إليه باسم قاپي قولو، استندت القوة الجديدة على حق السلطان في خُمس غنائم الحرب، والتي فسرها على أنها تشمل الأسرى الذين أخذوا في المعركة، فاعتنق العبيد المسيحيون الإسلام، يمكن اعتبار نظام (دوشريمة) شكلاً من أشكال العبودية لأن السلاطين كانوا يتمتعون بسلطة مطلقة عليهم، لأن «خادم» أو «كول» السلطان كان يتمتع بمكانة عالية في المجتمع العثماني بسبب تدريبهم ومعرفتهم يمكن أن يصبحوا أعلى ضباط للدولة والنخبة العسكرية، وكلهم جميعهم أخذوا كأطفال (ولكن لم يتقاضوا أجور والديهم).
تم تداول العبيد في الأسواق الخاصة المسماة "Esir" أو "Yesir" التي كانت موجودة في معظم البلدات والمدن، المركزية للإمبراطورية العثمانية، يقال أن السلطان محمد الثاني «الفاتح» أسس أول سوق للعبيد العثمانيين في القسطنطينية في ستينيات القرن التاسع عشر، وربما كان سوق الرقيق البيزنطي السابق قائما، وفقا لنيكولاس دي نيكولاي، كان هناك عبيد من جميع الأعمار وكلا الجنسين، تم عرض معظمهم عراة ليتم فحصهم بدقة - وخاصة الأطفال والشابات - من قبل المشترين المحتملين.

## العبودية العثمانية في أوروبا الوسطى والشرقية

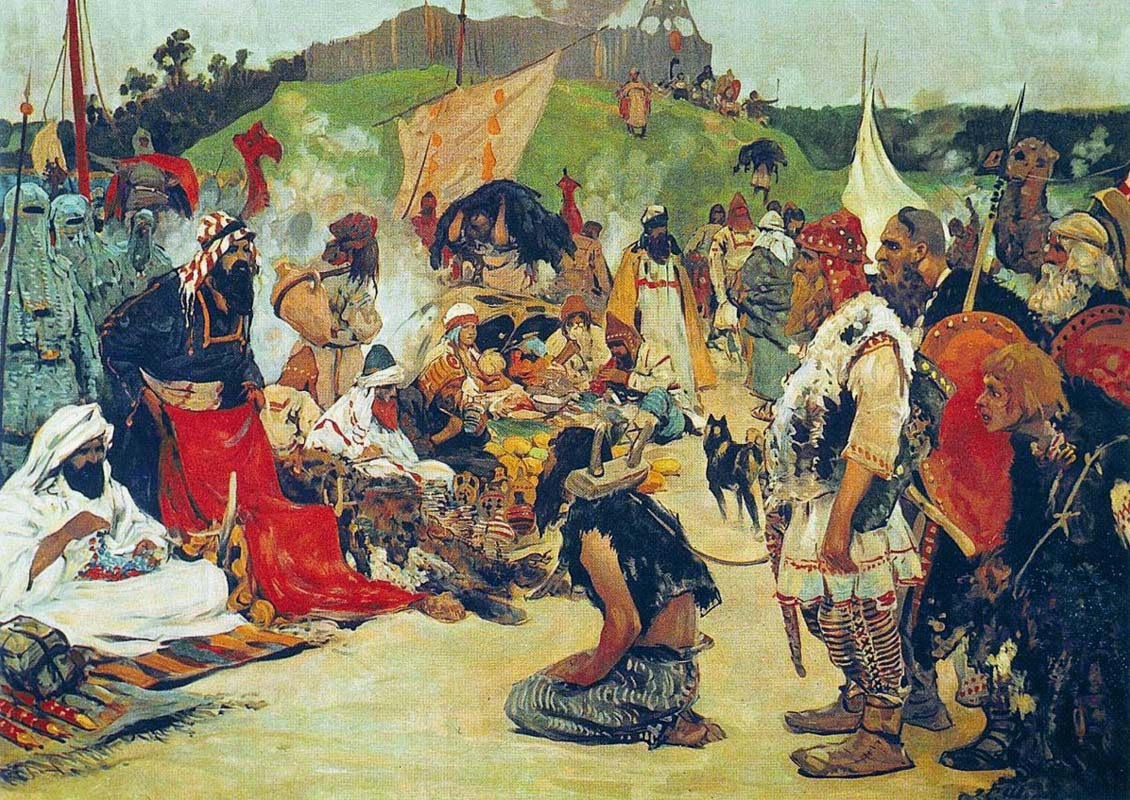
قراصنة في العاصمة الجزائرية

في الشهداء، الذي يعني «مشروع»، «ضريبة الدم» أو «جمع الأطفال»، تم نقل صبية مسيحيين صغار من البلقان والأناضول من منازلهم وعائلاتهم، وتم تحويلهم إلى الإسلام، وتم تجنيدهم في الفرع الأكثر شهرة من القاپي قولو، الإنكشارية فئة خاصة من جنود الجيش العثماني أصبحت فصيلًا حاسمًا في الغزو العثماني لأوروبا، تم تجنيد معظم القادة العسكريين للقوات العثمانية، والمسؤولين الإمبراطوريين، وحكام الإمبراطورية بحكم الأمر الواقع، مثل سوكولو محمد باشا، بهذه الطريقة، بحلول عام 1609، زادت قوات السلطان القاپي قولو إلى حوالي 100,000.
تفيد سجلات هوتيريتية أنه في عام 1605، خلال الحرب التركية الطويلة اختطف الجيش التركي العثماني وحلفاؤه التتار حوالي 240 من الهوتريين من منازلهم في المجر العليا، وتم بيعهم إلى العبودية العثمانية. عمل الكثيرون في القصر أو السلطان شخصيًا.
العبودية المحلية لم تكن شائعة مثل العبودية العسكرية، على أساس قائمة العقارات التابعة لأعضاء من الطبقة الحاكمة التي احتفظ بها في أدرنة بين عامي 1545 و1659، تم جمع البيانات التالية: من بين 93 عقارًا، كان 41 منها عبيدًا. وكان العدد الإجمالي للعبيد في العقارات 140؛ 54 أنثى و86 ذكر، 134 منهم يحملون أسماء مسلمة، 5 لم يتم تعريفها، وواحدة كانت امرأة مسيحية، يبدو أن بعض هؤلاء العبيد قد تم توظيفهم في المزارع، في الختام فإن الطبقة الحاكمة، بسبب الاستخدام المكثف للعبيد المحاربين وبسبب قدرتها الشرائية العالية، كانت بلا شك المجموعة الرئيسية الوحيدة التي أبقت سوق الرقيق على قيد الحياة في الإمبراطورية العثمانية.
كانت العبودية الريفية ظاهرة مستوطنة إلى حد كبير في منطقة القوقاز حيث تم نقلها إلى الأناضول وروميليا بعد الهجرة الشركسية في عام 1864.
حافظت خانات القرم على تجارة الرقيق الضخمة مع الإمبراطورية العثمانية والشرق الأوسط حتى أوائل القرن الثامن عشر، في سلسلة من غارات الرقيق المعروفة باسم «حصاد السهوب»، استعبد التتار القرم الفلاحين الشرق السلافية، عانى الكومنولث البولندي الليتواني وروسيا من سلسلة من غزوات التتار، والهدف منها هو نهب العبيد والنهب والقبض عليهم في «جسر»، كانت منطقة الحدود الواقعة إلى الجنوب الشرقي في حالة حرب شبه دائمة حتى القرن الثامن عشر، تشير التقديرات إلى أن ما يصل إلى 75% من سكان شبه جزيرة القرم يتألفون من العبيد أو العبيد المحررين، يقدر الكاتب والمسافر العثماني من القرن السابع عشر إيفيليا تشيلي أنه كان هناك حوالي 400000 من العبيد في شبه جزيرة القرم ولكن فقط 187000 مسلم حر، افترض المؤرخ البولندي بوهدان بارانوفسكي أنه في القرن السابع عشر، فقد الكومنولث البولندي الليتواني (بولندا الحالية وأوكرانيا وروسيا البيضاء) ما معدله 20,000 سنويًا وما يصل إلى مليون شخص في جميع السنوات مجتمعة من 1500 إلى 1644.

## الأسعار والضرائب
دراسة لسوق العبيد في كريت العثمانية نتجت تفاصيل حول أسعار العبيد، هناك عوامل مثل العمر ولون الجلد والعذرية وما إلى ذلك أثرت بشكل كبير على الأسعار، أغلى العبيد هم أولئك الذين تتراوح أعمارهم بين 10 و35 سنة، مع أعلى أسعار للفتيات البكر الأوروبيات من 13 إلى 25 سنة والأولاد المراهقين، كان العبيد الأرخص من ذوي الإعاقات والأفارقة جنوب الصحراء الكبرى، تراوحت الأسعار في جزيرة كريت بين 65 و150، ولكن حتى أقل الأسعار كانت معقولة للأشخاص ذوي الدخل المرتفع فقط، على سبيل المثال في عام 1717، تم بيع صبي عمره 12 عامًا يعاني من إعاقات عقلية مقابل 27 معلمًا، وهو مبلغ يمكن شراؤه في نفس العام 462 كجم (1,019 رطل) من لحم الحمل أو 933 كجم (2057 رطل) من الخبز أو 1,385 لتر (366 جالون أمريكي) من الحليب. في عام 1671، بيعت امرأة من العبيد في جزيرة كريت مقابل 350 قروشًا، بينما في نفس الوقت كانت قيمة منزل كبير مكون من طابقين مع حديقة في خانيا 300 قرش، كانت هناك ضرائب مختلفة تدفع على استيراد وبيع العبيد، أحدهم كان ضريبة "pençik" أو "penç-yek"، والتي تعني حرفيًا «خمس»، استندت هذه الضريبة إلى آيات من القرآن، والتي بموجبها ينتمي خُمس غنائم الحرب إلى الله (كلمة)، وإلى النبي وعائلته، وإلى الأيتام، وللمحتاجين وللمسافرين، ربما بدأ العثمانيون في جمع هذه الضريبة في وقت السلطان مراد الأول (1362-1389)، تم جمع الضريبة في المال والعينية، وهذا الأخير بما في ذلك العبيد كذلك، لم يتم تحصيل الضريبة في بعض حالات أسرى الحرب، مع أسرى الحرب، أعطيت العبيد للجنود والضباط كدافع للمشاركة في الحرب.
كانت استعادة العبيد الهاربين مهمة للأفراد الذين يطلق عليهم اسم "yavacis"، كل من تمكن من العثور على العبد الهارب سوف يجمع رسومًا من «الأخبار الجيدة» من yavaci وقد استلم الأخير هذه الرسوم بالإضافة إلى النفقات الأخرى من مالك العبيد، يمكن أيضًا استئجار العبيد أو توريثهم أو رهنهم أو تبادلهم أو تقديمهم كهدايا.

## غارات الرقيق البربرية
لعدة قرون، كانت السفن الكبيرة على البحر الأبيض المتوسط تعتمد على العبيد الأوروبيين الذين زودهم بهم تجار العبيد والبربريين، تم القبض على مئات الآلاف من الأوروبيين من قبل قراصنة البربرية وبيعهم كعبيد في شمال إفريقيا والإمبراطورية العثمانية بين القرنين السادس عشر والتاسع عشر، هذه الغارات على الرقيق نفذت إلى حد كبير من قبل عرب والبربر بدلاً من الأتراك العثمانيين، ومع ذلك خلال ذروة تجارة الرقيق البربري في القرنين السادس عشر والسابع عشر، كانت الولايات البربرية خاضعة للولاية العثمانية وكانت تحكمها الباشوات العثمانية، علاوة على ذلك تم بيع العديد من العبيد الذين استولوا على كورسيهات البربر شرقًا إلى الأراضي العثمانية قبل وأثناء وبعد فترة الحكم العثماني.

## عبيد الزنج

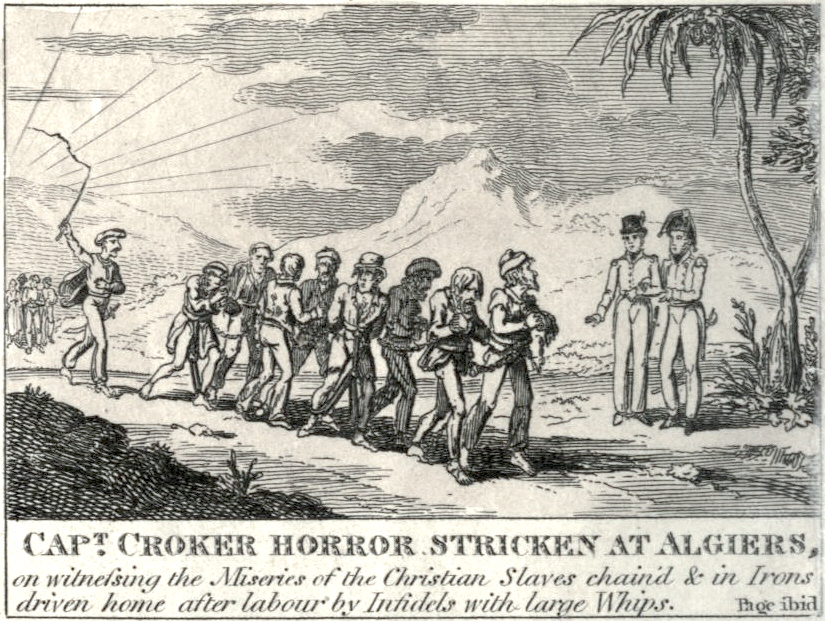
1815 تصوير بسبب أداة تعريف إنجليزية غير معروفة، ربان بريطاني.

نظرًا لوجود قيود على استعباد مسلم و«أهل الكتاب» (اليهود والمسيحيين)، كانت المناطق الوثنية في إفريقيا مصدرًا شعبيًا للعبيد، وقد تم اختيار هؤلاء العبيد بشكل رئيسي من منطقة البحيرات الكبرى الأفريقية وكذلك وسط أفريقيا، كان الزنج يعملون في المنازل وفي المزارع وفي الجيش كجنود عبيد، يمكن أن يصعد البعض إلى مسؤولين رفيعي المستوى ولكن بصفة عامة كانوا أدنى من العبيد الأوروبيين والقوقازيين.
واحدة من الطرق الوحيدة لقيام عبيد زنج بأدوار رفيعة المستوى هي أن يكونوا من الخصيان الأفارقة في القصر العثماني، تم استخدام هذا الموقف كأداة سياسية من قبل السلطان مراد الثالث كمحاولة لزعزعة استقرار الوزير الكبير عن طريق إدخال مصدر آخر للسلطة في العاصمة.
بعد شرائه من قبل أحد أعضاء المحكمة العثمانية، تم تقديم الملا علي لأول رئيس خصي أسود، محمد آغا. نظرًا لتأثير محمد آغا، تمكن الملا علي من التواصل مع كليات ومدرسين بارزين في هذا اليوم، بما في ذلك هوكا سعد الدين أفندي، مدرس مراد الثالث، من خلال الشبكة التي بناها بمساعدة تعليمه والخصي الأسود، حصل الملا علي على عدة مناصب مبكرة، كان يعمل مدرسًا في إسطنبول، ونائبًا للقاضي، ومفتشًا للأوقاف الملكية. في عام 1620، تم تعيين الملا علي كرئيس قضائي للعاصمة، وفي عام 1621 أصبح القاديسر، أو كبير القضاة، في المقاطعات الأوروبية وأول رجل أسود يجلس في المجلس الإمبراطوري، في هذا الوقت، كان قد وصل إلى هذه السلطة حتى وصفه سفير فرنسي بأنه الشخص الذي كان يدير الإمبراطورية حقًا.
على الرغم من أن الملا علي تعرض للتحدي غالبًا بسبب سواده وعلاقته بالخصيان الأفريقيين، إلا أنه كان قادرًا على الدفاع عن نفسه من خلال شبكة دعمه القوية وإنتاجاته الفكرية الخاصة، وكعالم بارز، كتب كتابًا مؤثرًا استخدم فيه المنطق والقرآن لفضح الصور النمطية والتحيز ضد الأشخاص ذوي البشرة الداكنة ونزع الشرعية عن الحجج التي تجعل من الأفارقة أن يكونوا عبيدًا.
اليوم، لا يزال الآلاف من الأفرو الأتراك، أحفاد عبيد زنج في الإمبراطورية العثمانية، يعيشون في تركيا الحديثة، أسس مصطفى أولباك، وهو من أصل أفريقي، أول منظمة معترف بها رسميًا للأفارقة الأتراك، وجمعية الثقافة والتضامن مع الأفارقة في أيفاليك. يدعي Olpak أن حوالي 2000 من الأتراك الأتراك يعيشون في تركيا الحديثة.

## العبيد الحبشية

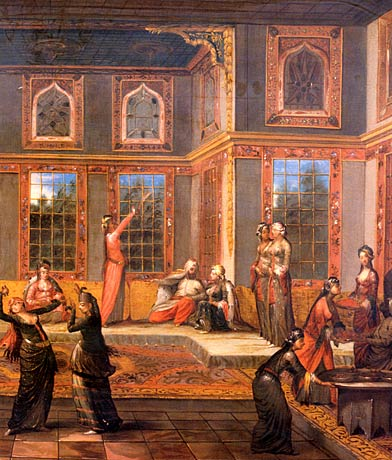
لوحة من القرن الثامن عشر لحريم السلطان أحمد الثالث، للفنان جان بابتيست فانمور.

كان أعالي النيل والحبشة مصدرين مهمين للعبيد في الإمبراطورية العثمانية، تم نقل الأسرى من هذه المنطقة شمالًا إلى مصر العثمانية وأيضًا إلى موانئ ولاية البحر الأحمر للتصدير إلى شبه الجزيرة العربية والخليج العربي، في عام 1838، قدّر أن ما بين 10,000 إلى 12000 من العبيد كانوا يصلون إلى مصر سنويًا باستخدام هذا المسار، كان هناك عدد كبير من هؤلاء العبيد من النساء الشابات، وسجل المسافرون الأوروبيون في المنطقة مشاهدة أعداد كبيرة من العبيد الحبشيين في العالم العربي في ذلك الوقت، قدّر المسافر السويسري يوهان لويس بوركهارت أن 5000 من العبيد الحبشيين يمرون عبر ميناء سواكين وحدهم كل عام، يتجهون إلى شبه الجزيرة العربية، وأضاف أن معظمهم كانوا شابات انتهى بهم المطاف إلى ممارسة الدعارة من قبل أصحابها، كما سجل المسافر الإنجليزي تشارلز م. دوتي لاحقًا (في ثمانينيات القرن التاسع عشر) عبيد الحبشة في شبه الجزيرة العربية، وذكر أنه يتم إحضارهم إلى الجزيرة العربية كل عام أثناء موسم الحج، في بعض الحالات، كانت العبيد الحبشيات من الإناث يفضلن على العبيد الذكور، مع تسجيل بعض شحنات العبيد من الحبشة نسب عبودية من أنثى إلى ذكر من اثنين إلى واحد.

## العبيد في الحريم الإمبراطوري
تنشأ العديد من الخصائص والآراء المختلفة بسبب تفسير الإمبراطورية العثمانية، بسبب الحدود السرية التي نفذها المجتمع العثماني، كانت محظيات السلطان العثماني تتألف بشكل رئيسي من العبيد المشتراة، كانت محظيات السلطان عمومًا من أصل مسيحي، تضمنت غالبية النخبة في الإمبراطورية الحريم العثمانية العديد من النساء، مثل والدة السلطان، والمحظيات المفضلة، والمحظيات الملكية، والأطفال (الأمراء / الأميرات)، والموظفون الإداريون، كان الموظفون الإداريون في القصر يتألفون من العديد من الضابطات الرفيعات المستوى، وكانوا مسؤولات عن تدريب جاريس للأعمال المنزلية، وحصلت أم السلطان على الرغم من كونها عبداً تقنياً، على اللقب القوي للغاية التي رفعتها إلى وضع حاكم الإمبراطورية، لعبت والدة السلطان دوراً هاماً في صنع القرار للحريم الإمبراطوري. ومن الأمثلة البارزة على ذلك، سلطان سلطان، ابنة كاهن مسيحي يوناني، سيطر على الإمبراطورية العثمانية خلال العقود الأولى من القرن السابع عشر، كانت روكسيلانا (المعروفة أيضًا باسم حوريم سلطان)، مثالًا بارزًا آخر، هي زوجة سليمان الساحرة المفضلة، يعتمد العديد من المؤرخين الذين يدرسون الإمبراطورية العثمانية على الأدلة الواقعية لمراقبي الإسلام في القرن السادس عشر والسابع عشر، أعاد النمو الهائل لمؤسسة حريم إعادة بناء وظائف وأدوار النساء في هيكل سلطة الأسرة الحاكمة.
وفي الحريم الإمبراطوري، كانت العبيد في المقام الأول خادمات، على الرغم من استخدام بعضهن كمحظيات بحلول نهاية القرن الرابع عشر، لعبت المحظية دورًا رئيسيًا في التكاثر الملكي، كان هناك عدد من الفوائد للسلالة العثمانيّة، فكان من الأفضل أن يكون لديك رفيقات كان ولاءهن حصريًا للسلطان بدلاً من وجود زوجات من مجموعة من النبلاء الوراثيين، الذين قد يتحدون سلطة السلطان.

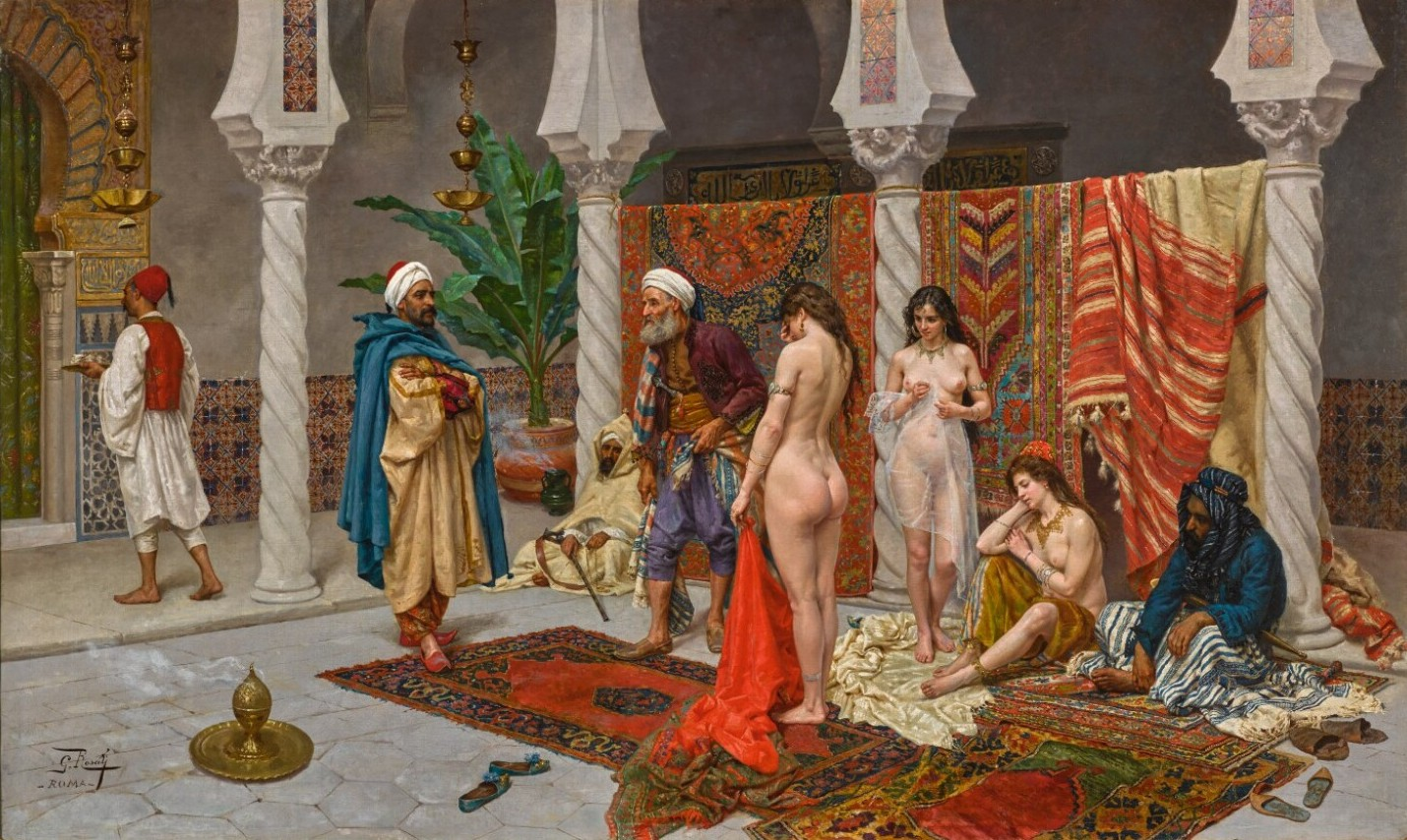
جوليو روساتي، التفتيش على الوافدين الجدد، 1858-1917 الجمال الشركسي.

كانت المحظورات خاضعة لحراسة الخصيان المستعبدين، وغالبًا ما يكونون من أفريقيا الوثنية. رأس الخصيان كيزلار آغا («آغا للفتيات [العبد]»)، في حين أن الشريعة الإسلامية تحظر تضييق الرجل، لم يكن للمسيحيين الإثيوبيين مثل هذه الأوامر، وهكذا، استعبدوا وخصوا أعضاء المناطق إلى الجنوب وباعوا الخصي الناتج إلى بورت العثماني، شاركت الكنيسة القبطية الأرثوذكسية على نطاق واسع في تجارة الرقيق للخصيان، قام القساوسة الأقباط بتشريح القضيب والخصيتين من الأولاد في سن الثامنة في عملية إخصاء.
تم بيع الصبية الخصيين في الإمبراطورية العثمانية، تحمل معظم الخصيان العثمانيين الإخصاء على أيدي الأقباط في دير أبو جربة في جبل غيبيل إتر، تم القبض على الأولاد الرقيق من منطقة البحيرات الكبرى الأفريقية ومناطق أخرى في السودان مثل دارفور وكردفان ثم بيعها للعملاء في مصر. أثناء العملية، قام رجل الدين القبطي بتقييد الأولاد بالسلاسل إلى الطاولات وبعد تشريح أعضائهم الجنسية، تمسك قثاطات البامبو في المنطقة التناسلية، ثم غمرهم بالرمل حتى أعناقهم، وكان معدل الاسترداد 10 في المئة، جلبت الخصي الناتج أرباحًا كبيرة على عكس الخصي من مناطق أخرى.

## العبودية الجنسية العثمانية

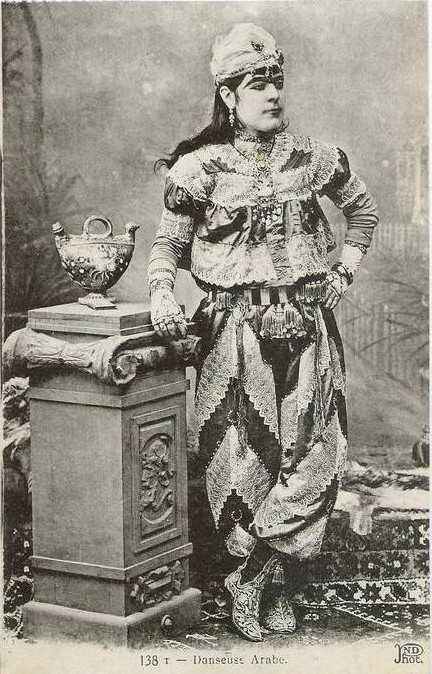
صورة تعود للقرن التاسع عشر لكوسيك، وهو فتى من العبيد الصغار يرتدون ملابس تستخدم أحيانًا لأغراض الشذوذ الجنسي.

كانت الشركس والسوريون والنوبيون السباقات الثلاثة الرئيسية للإناث اللاتي تم بيعهن كعبيد للجنس في الإمبراطورية العثمانية، تم وصف الفتيات الشركس بأنهن عاريات وذات بشرة فاتحة وكثيراً ما استعبدهن التتار القرم ثم بيعوا إلى الإمبراطورية العثمانية للعيش في الحريم، كانت الأغلى حيث وصلت إلى 500 جنيه إسترليني، والأكثر شعبية لدى الأتراك، احتلت الفتيات السوريات المرتبة الثانية من حيث الشعبية، بأعينها الداكنة وشعرها الداكن وبشرتها الفاتحة اللون، وجاءت إلى حد كبير من المناطق الساحلية في الأناضول، يمكن أن يصل سعرها إلى 30 جنيهًا إسترلينيًا، تم وصفهم على أنهم «يتمتعون بشخصيات جيدة عند الشباب»، كانت الفتيات النوبيات أرخص وأقل شعبية، حيث يصل وزنهن إلى 20 جنيهًا إسترلينيًا، أدوار الجنس والرمزية في المجتمع العثماني بمثابة عمل طبيعي للقوة، استبعد قصر الحريم النساء المستعبدين من بقية المجتمع.
طوال القرنين الثامن عشر والتاسع عشر، لم تكن العبودية الجنسية محورية في الممارسة العثمانية فحسب، بل كانت عنصرًا مهمًا في الحكم الإمبراطوري والتكاثر الاجتماعي للنخبة.يمكن أن يصبح الأولاد عبيدا جنسيا، رغم أنهم عادة ما يعملون في أماكن مثل الحمامات (الحمام) والمقاهي، خلال هذه الفترة وثَّق المؤرخون الرجال وهم ينغمسون في السلوك الجنسي مع رجال آخرين والوقوع، علاوة على ذلك فإن الرسوم التوضيحية المرئية خلال هذه الفترة من فضح اللواط الذي يوصم من قبل مجموعة من الناس بأدوات الرياح التركية تُظهر الفصل بين الجنس والتقاليد، ومع ذلك فإن الذين تم قبولهم أصبحوا تيلاكيس (مدلكين) أو كوشيك (راقصين يلبسون الملابس) أو ساقيس (صُبّاق النبيذ) لطالما كانوا صغارًا بلا لحية، كان «المحبوبون» محبوبين في كثير من الأحيان من قبل أحبائهم السابقين الذين تلقوا تعليمهم ويعتبرون من الطبقة العليا.
اليوم، يتم تغيير قبول الشذوذ الجنسي في إمكانية التصحيح الجراحي لتحمل المثليين التحرر من الأفراد. حاليًا، لا يتم تطبيق حقوق الإنسان في هيكل الشرق الأوسط للمثليين والمثليات، وهم محرومون من الوصول إلى المعلومات التعليمية، وتجنبت من المجتمع مع زيادة المشاكل الاجتماعية، شهد عصر الإصلاح المعروف باسم التنظيمات تغيير القوانين التقليدية والدينية لصالح القوانين الأوروبية الشمالية العلمانية، والأكثر إثارة للدهشة أن الشذوذ الجنسي تم تجريمه اعتبارًا من عام 1838، ووافقت السلطات الدينية على العديد من هذه التدابير.

## تراجع وقمع العبودية العثمانية
استجابة لتأثير وضغط الدول الأوروبية في القرن التاسع عشر، بدأت الإمبراطورية في اتخاذ خطوات للحد من تجارة الرقيق، والتي كانت سارية قانونًا بموجب القانون العثماني منذ بداية الإمبراطورية، واحدة من الحملات المهمة ضد العبودية العثمانية وتجارة الرقيق نفذتها السلطات الروسية في القوقاز.
تم إصدار سلسلة من المراسيم التي حدت في البداية من عبودية الأشخاص البيض، وبالتالي في جميع الأعراق والديانات، في عام 1830، منح رجل السلطان محمود الثاني الحرية للعبيد البيض، شملت هذه الفئة الشراكسة، الذين كانت لديهم عادة بيع أطفالهم، واستعبدوا اليونانيين الذين ثاروا ضد الإمبراطورية في عام 1821، وبعض الآخرين، في محاولة لقمع هذه الممارسة، تم إصدار فيرمان آخر يلغي تجارة الجورجيين والشركس في أكتوبر 1854.
في وقت لاحق، تم حظر الاتجار بالرقيق في الممارسة العملية من خلال فرض شروط محددة من العبودية في الشريعة الإسلامية، على الرغم من أن الشريعة سمحت العبودية من حيث المبدأ، على سبيل المثال، بموجب بند واحد، لا يمكن الاحتفاظ بالشخص الذي ألقي القبض عليه كعبد إذا كان بالفعل مسلماً قبل القبض عليه. علاوة على ذلك، لا يمكن القبض عليهم بطريقة مشروعة دون إعلان رسمي عن الحرب، ولا يمكن إلا للسلطان أن يصدر مثل هذا الإعلان، بما أن السلاطين العثمانيين الراغبين في وقف العبودية، فإنهم لم يأذنوا بمداهمات لغرض الاستيلاء على العبيد، وبالتالي جعلوا من غير القانوني فعلاً شراء عبيد جدد، على الرغم من أن أولئك الموجودين بالفعل في العبودية ظلوا عبيدين.

وقعت الإمبراطورية العثمانية و16 دولة أخرى قانون مؤتمر بروكسل لعام 1890 لقمع تجارة الرقيق، استمرت العبودية السرية حتى أوائل القرن العشرين، حذر منشور صادر عن وزارة الشؤون الداخلية في أكتوبر 1895 السلطات المحلية من أن بعض البواخر جردت البحارة الزنج من «شهادات التحرير» وألقوا بهم في العبودية، يكشف منشور آخر في نفس العام أن بعض عبيد زنج الذين تم إطلاق سراحهم حديثًا قد تم اعتقالهم بناءً على اتهامات لا أساس لها من الصحة، وتم سجنهم وإعادتهم إلى أمراءهم.

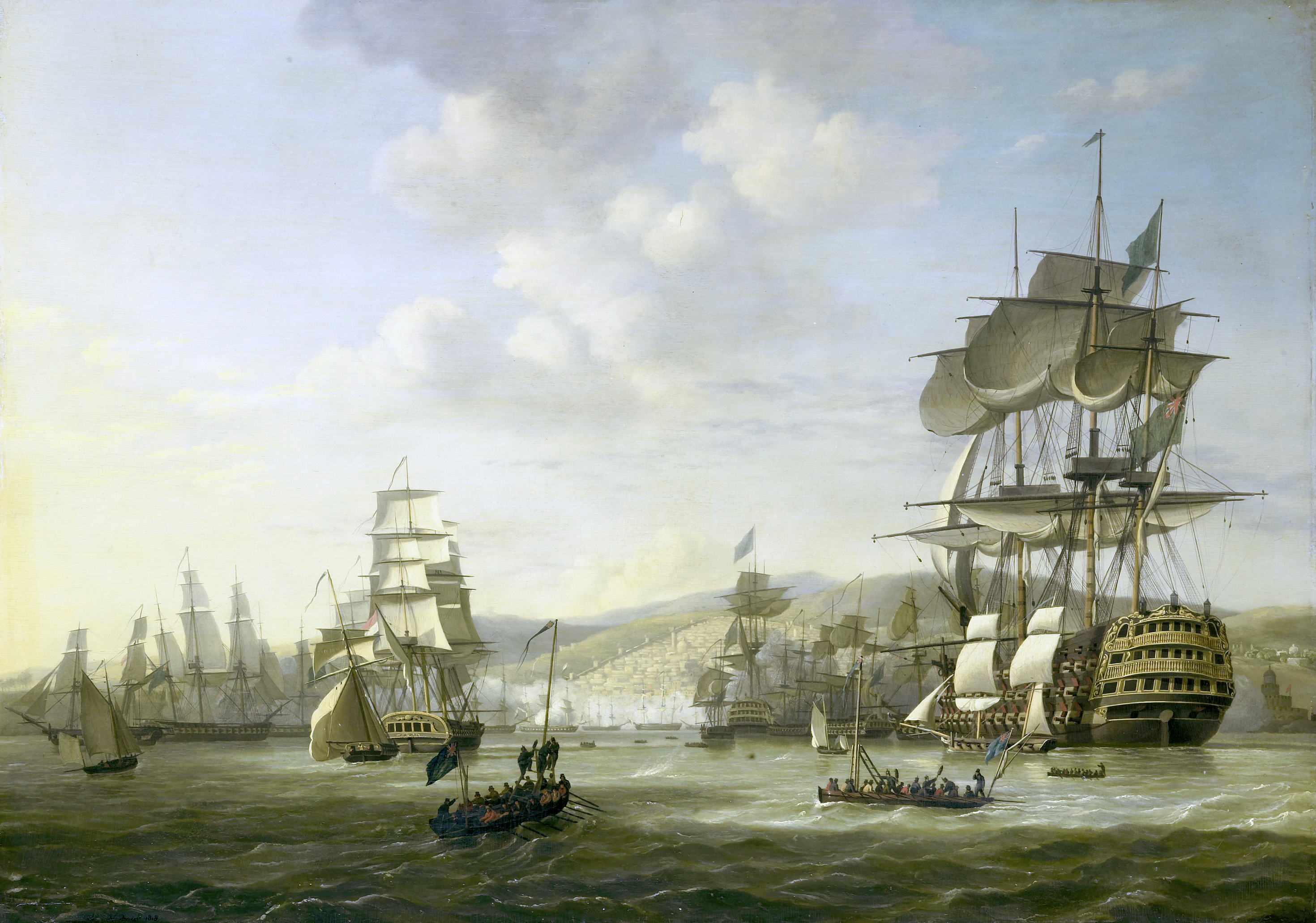
قصف الجزائر من قبل الأسطول الأنجلو-هولندي

أمرت وزارة الشؤون الداخلية في فالي باسورا عام 1897 بإصدار شهادات منفصلة لتحرير أبناء العبيد المحررين لتجنب استعباد أنفسهم وفصلهم عن والديهم، كتب جورج يونغ، السكرتير الثاني للسفارة البريطانية في القسطنطينية، في كتابه «مجموعة القوانين العثمانية»، المنشور في عام 1905، أنه في وقت كتابة هذا التقرير، كانت تجارة الرقيق في الإمبراطورية تُمارس كسلعة مهربة فقط. استمرت التجارة حتى الحرب العالمية الأولى، هنري مورجينثاو، الأب الذي شغل منصب سفير الولايات المتحدة في القسطنطينية من عام 1913 حتى عام 1916، ذكر في قصة السفير مورجينثاو أن هناك عصابات كانت تتاجر بالعبيد البيض خلال تلك السنوات، كما كتب أن الفتيات الأرمن تم بيعهن كعبيد خلال الإبادة الجماعية للأرمن عام 1915.
تبنى الشباب الأتراك موقفا ضد العبودية في أوائل القرن العشرين، تم الإفراج عن العبيد الشخصيين للسلطان عبد الحميد الثاني في عام 1909، لكن سُمح لأفراد من سلالته بالحفاظ على عبيدهم، مصطفى كمال أتاتورك أنهى العبودية القانونية في الجمهورية التركية، ولكن بطريقة متناقضة. انتظرت تركيا حتى عام 1933 للتصديق على اتفاقية عصبة الأمم لعام 1926 لقمع الرق، تم الإبلاغ عن مبيعات غير قانونية للفتيات في أوائل الثلاثينيات، تم اعتماد تشريع يحظر العبودية بشكل صريح في عام 1964.
كانت العبودية في الدولة العثمانية جزءًا قانونيًا وهامًا من اقتصاد الإمبراطورية العثمانية ومجتمعها التقليدي، كانت المصادر الرئيسية للعبيد هي الحروب وحملات الاستعباد المنظمة سياسياً في شمال وشرق إفريقيا وأوروبا الشرقية والبلقان والقوقاز، تم الإبلاغ عن انخفاض سعر بيع العبيد بعد العمليات العسكرية الكبيرة في القسطنطينية (إسطنبول الحالية)، وكان حوالي خمس السكان يتألفون من العبيد في القرن السادس عشر - السابع عشر، تشير إحصائيات الجمارك في القرنين السادس عشر والسابع عشر إلى أن واردات إسطنبول الإضافية من الرقيق من البحر الأسود قد يكون مجموعها حوالي 2.5 مليون من 1453 إلى 1700.
حتى بعد عدة تدابير لحظر الرق في أواخر القرن التاسع عشر، استمرت هذه الممارسة بلا هوادة إلى حد كبير في أوائل القرن العشرين، في وقت متأخر من عام 1908، كان لا يزال يتم بيع العبيد في الإمبراطورية العثمانية، كانت العبودية الجنسية جزءًا أساسيًا من نظام العبيد العثمانيين عبر تاريخ المؤسسة.
يمكن لعضو من فئة العبيد العثمانيين، يُدعى kul باللغة التركية أن يحقق مكانة عالية، يعد حراس الحريم والنوصيون الأكثر خصوصية من بين المواقف المعروفة التي يمكن أن يشغلها العبد، لكن العبيد الإناث كانت في الغالب تحت إشرافهن.
تم شراء نسبة كبيرة من المسؤولين في الحكومة العثمانية الذين تم جمعهم مجانًا، وهو جزء لا يتجزأ من نجاح الإمبراطورية العثمانية من القرن الرابع عشر حتى القرن التاسع عشر، يمتلك العديد من المسؤولين أنفسهم عددًا كبيرًا من العبيد، على الرغم من أن السلطان نفسه كان يملكه إلى حد بعيد، من خلال تربية وتدريب العبيد بشكل خاص كمسؤولين في مدارس القصر، حيث تم تعليمهم لخدمة السلطان والمواد التعليمية الأخرى، أنشأ العثمانيون إداريين لديهم معرفة معقدة في الحكومة والولاء المتعصّب، وقد أسست المؤسسة الذكورية لهذا المجتمع روابط للمعلومات المسجلة، على الرغم من وجود تكهنات للكتابات الأوروبية، ومع ذلك لعبت المرأة وشغلت أهم الأدوار داخل مؤسسة الحريم.
كانت طبقة العبيد تشكل جزءً مهماً لا غنى عنه في المجتمع العثماني، وكانت هذه الطبقة تتألف من الصبية والبنات الأوروبيين الذين يخطفهم القراصنة أو يتم سبيهم خلال المعارك والحروب، ومن الأفارقة الذين كان يخطفهم تجار الرقيق من قراهم جنوب الصحراء الكبرى.
ألغى السلطان محمود الثاني تجارة الرقيق الأبيض في أوائل القرن التاسع عشر، فتحرر جميع العبيد من يونانيين وجورجيين وأرمن وشركس، وأصبحوا مواطنين عثمانيين يتمتعون بسائر الحقوق التي يتمتع بها الأحرار، إلا أن تجارة الرقيق الأسود استمرت قائمة حتى أواخر عهد الدولة العثمانية، كذلك يفيد بعض المؤرخين أن تجارة الآمات استمرت قائمة حتى سنة 1908م، كان حريم السلطان يتألف بمعظمه من الآمات، وقد تزوج بعض السلاطين بآمة أو أكثر مما ملكوا، مثل السلطان سليمان القانوني، الذي عشق آمته الأوكرانية المدعوة «روكسلان» عشقاً شديداً وتزوج بها، فولجت له السلطان سليم الثاني، وقد حقق بعض العبيد العثمانيين شهرة كبيرة ووصلوا إلى مراكز مهمة، ومنهم علي بك الكبير يوناني الأصل، الذي أصبح والي مصر والحجاز وتمرد على الدولة العثمانية، وأحمد باشا الجزار بشناقي الأصل، الذي أصبح والي عكا واستطاع صد هجوم نابليون بونابرت على المدينة.
أخذت الدولة العثمانية بنظام الخصاء في قصور السلاطين، على الرغم من أن الشريعة الإسلامية تحرم مبدأ الخصاء، وكان أخذ الدولة بهذا النظام غير الشرعي من الحالات النادرة التي خرجت فيها على الشريعة الإسلامية، بينما يقول مؤرخون آخرون أن العثمانيين كانوا يشترون العبيد الخصيان من خارج حدود الدولة حيث تكون عملية الإخصاء قد أجريت للعبد في صغره ليتم بيعه في سوق النخاسة إلى الملوك والأمراء حيث كان اخصاء العبيد وبيعهم للخدمة في قصور ملوك الدول المختلفة تجارة رائجة في العصور القديمة والوسطى وشطر من العصور الحديثة قبل منع الرق دولياً.
كانت هناك طائفتان من الخصيان: الخصيان السود وهم المخصيون خصاءً كاملاً، والخصيان البيض وهم المخصيون خصاءً جزئياً، وكان يطلق على رئيسهم "قبو آغاسي"، في حين كان يطلق على رئيس الخصيان السود، الذي هو في الوقت نفسه الرئيس الأعلى في القصور السلطانية، "قيزلر آغاسي، أي "آغا البنات" و"آغا دار السعادة"، ووضعت الدولة أنظمة خاصة تطبق على خدمتهم في القصور السلطانية، وقام تنافس شديد بين هذين النوعين كان مرده رغبة كل فريق الاستئثار بالنفوذ الأعلى في دوائر القصور السلطانية وفي شؤون الدولة، وقد ارتفع مقام رئيس الخصيان السود نتيجة اتصاله المباشر بالسلطان ووصل إلى المركز الثالث من حيث الأهمية بعد الصدر الأعظم وشيخ الإسلام، وأضحى الوزراء يتملقونه والمستوزرون يتقربون منه، يتحدر الأتراك من أصل أفريقي من هؤلاء الأشخاص الذين عملوا كرؤساء للخصيان في قصر السلطان.
التجارة بين أوروبا والبلدان الإسلامية في ظل الدولة العثمانية
كانت تجارة الرقيق ذات اهمية بالغة في شرقي البحر الابيض المتوسط خلال القرنين الرابع عشر والخامس عشر، وقد نشطت هذه التجارة بصورة خاصة في مدن الأناضول الساحلية، وفي كل من (بيرا)،(كريت)، (خيوس)، (قبرص)، (رودوس)، (نقسوس)، وتنبئان المصادر أن النقوقوس كانت سوقاً هاماً للرقيق حيث كان الاتراك يبيعون أسراهم من سبيئ الجزر الايجية كانت هدفاً لغارات الأتراك على مدن وشواطئ تلك المنطقة والحق أن تجارة الرقيق لم تكن منحصرة في الأناضول والجزر المجاورة فقد وإنما تجاوزتها إلى مناطق أخرى في حوض المتوسط ومن جملتها مصر، مما لا شك فيه إنها امتدت إلى اطراف أوروبا الغربية حتى كاتالونيا في إسبانيا. وهناك ما يؤكد وجود الرقيق في مدينتي جنوى والبندقية، جرى ابتياعهم من أسواق الرقيق في شرقي المتوسط، كان التجار اللاتين وخاصة تجار جنوى يتٌجرون بالرقيق، لا بل كانوا يسيطرون على هذه التجارة في شرقي المتوسط إذ كانوا يأتون بالرقيق من المناطق المتخامة للبحر الأسود بغية بيعها في البلاد الخاضعة للسلطان المملوكي. والثابت أن تجار البندقية كانوا أيضاً من الناشطين في تجارة الرقيق، مثلهم في ذلك مثل التجار الآخرين في بعض المدن الإيطالية. وتجدر الإشارة إلى أن (الاستبارية) في رودوس (والكتلان) في إسبانيا وتجاراَ آخرين من مارسيليا وبقاع أخرى في فرنسا وكانوا أيضاً يمارسون تجارة الرقيق. وكذلك الأتراك الذين كانت ديارهم سوقاً رائجة للرقيق. بيد أن نشاط التجار الأتراك في الميدان لا يرقى إلا المستوى الذي بلغته البندقية وجنوى. ويبدو أن أسواق الرقيق كانت معروفة في الأناضول منذ بداية القرن الرابع عشر. وهناك صقوق بيع موثقة تتعلق بصفقات بيع رقيق مبرمة في كريت في النصف الأول من القرن الثالث عشر، وأحد هذه الصقوق يبين أن البائع كان قد اشترى الرقيق من سوق في الأناضول والمعروف أنه كان يوجد سوق للرقيق في كل من إمارتي (منتشا) و(ايدين) ويروي ابن بطوطة أنه اشترى خلال سفره في الأناضول، فتاة نصرانية من ثيولوغوس بملغ اربعين دينار، ويشير رجل الدولة البيزنطي ديميتريوس كيدونوس الذي عاش بين عامي 1322م و1400م إلى وجود مثل هذه الاسواق في الانضول مثل سوق الرقيق في سلطانحصار، بدليل ان الامصادر تشير ان عملية بيع بانثى يونانية من قبل الاتراك، كان الرقيق يصدر أيضًَا من فوتشا إلى صقليا. وقد انتشرت اسواق إلى بيع الرقيق عدد من المناطق الأخرى مثل (انطاليا) و(الانيا) وتذكر المصادر ان رجلاً من اهالي رودس اشترى سنة 1313م انثى في (انطاليا) ويشير المصدر إلى أن الأنثى المذكورة أعتقت فيما بعد ويبدو أنه كان في (مغري) سوق لبيع الرقيق منذ سنة 1300م على الأقل وتذكر المصادر أن رجلين من (كنديا) تعاقدا مع طرف ثالث على بيع كمية من القماش في (مغري) واستخدام ثمن القماش لشراء ثلاث فتيات بغية إرسالهم إلى كريت. كان الرقيق يباع أيضاً في (الصاروخان) و(قره سي) بكميات كبيرة وينبئا العمري وهو مؤرخ خدم في بلاط السلطان المملوكي وتوفي سنة 1394م، بأن ازدهار تجارة الرقيق في إمارة قره سي يرجع لتزايد إعداد أسرى الحرب، وكان بالتالي عاملاً أدى إلى ازدهار تجارة الرقيق. ثم أن كيدينوس يشير في سجلاته إلى أسواق الرقيق في مغنيسيا) وكان في (بورصا) والشواطئ الجنوبية للبحر الأسود وأسواق مماثلة، كان الرقيق ينقل من شبه جزيرة القرم إلى سيثوب وصمسون وبورصا ومع إتساع رقعة الإمبراطورية العثمانية انتشرت أسواق الرقيق في أمكنة أخرى، كانت (غالبولي) من الأسواق الهامة لبيع الرقيق، حيث كان يؤتى بالأسرى النصارى من الجزر الأوروبية إلى الإمبراطورية العثمانية، ومن ثم يتم تصديرهم وهناك إشارة في المصادر إلى بيع أعداد من الرقيق في (أسكوب) و(أدرنا) وفي منطقة بلغراد سنة 1430م.